# Campionato europeo maschile under 19 di pallavolo 2009
Il campionato europeo pre-juniores di pallavolo maschile 2009 si è svolto dal 4 al 9 aprile 2009 a Rotterdam, nei Paesi Bassi. Al torneo hanno partecipato 12 squadre nazionali europee e la vittoria finale è andata per la seconda volta consecutiva alla Francia.

## Qualificazioni
Hanno partecipato al campionato europeo pre-juniores la nazionale del paese ospitante, la prima classificata al campionato europeo pre-juniores 2007 e dieci squadre provenienti dai gironi di qualificazioni.

## Regolamento
Le squadre sono state divise in un quattro gironi, disputando un girone all'italiana: al termine della prima fase, le prime due classificate di ogni girone hanno acceduto alle semifinali per il primo posto, mentre l'ultima classificata di ogni girone ha acceduto alle semifinali per il nono posto posto; le squadre sconfitte ai quarti di finale per il primo posto hanno acceduto alle semifinali per il quinto posto.

## Gironi
| Girone A                   | Girone B                    | Girone C               | Girone D               |
| -------------------------- | --------------------------- | ---------------------- | ---------------------- |
| Bielorussia Francia Spagna | Austria Paesi Bassi Polonia | Belgio Bulgaria Italia | Russia Serbia Ungheria |

## Fase finale

### Finali 1º - 3º posto
|  | Quarti di finale | Quarti di finale |         |         | Semifinali                | Semifinali                |  |  | Finale | Finale |
|  |                  |                  |         |         |                           |                           |  |  |        |        |
|  |                  |                  |         |         |                           |                           |  |  |        |        |
|  |                  |                  |         |         |                           |                           |  |  |        |        |
|  | Francia          | 3                |         |         |                           |                           |  |  |        |        |
|  | Francia          | 3                |         |         |                           |                           |  |  |        |        |
|  | Paesi Bassi      | 0                |         |         |                           |                           |  |  |        |        |
|  | Paesi Bassi      | 0                | Francia | 3       |                           |                           |  |  |        |        |
|  |                  |                  | Francia | 3       |                           |                           |  |  |        |        |
|  |                  | Russia           | 1       |         |                           |                           |  |  |        |        |
|  | Russia           | Russia           | 1       | 3       |                           |                           |  |  |        |        |
|  | Russia           |                  |         | 3       |                           |                           |  |  |        |        |
|  | Bulgaria         | 1                |         |         |                           |                           |  |  |        |        |
|  | Bulgaria         | 1                | Francia | 3       |                           |                           |  |  |        |        |
|  |                  |                  | Francia | 3       |                           |                           |  |  |        |        |
|  |                  | Serbia           | 0       |         |                           |                           |  |  |        |        |
|  | Polonia          | Serbia           | 0       | 3       |                           |                           |  |  |        |        |
|  | Polonia          |                  |         | 3       |                           |                           |  |  |        |        |
|  | Spagna           | 0                |         |         |                           |                           |  |  |        |        |
|  | Spagna           | 0                | Polonia | 1       | Finale per il terzo posto | Finale per il terzo posto |  |  |        |        |
|  |                  |                  | Polonia | 1       | Finale per il terzo posto | Finale per il terzo posto |  |  |        |        |
|  |                  | Serbia           | 3       |         |                           |                           |  |  |        |        |
|  | Belgio           | Serbia           | 3       | 2       | Russia                    | 3                         |  |  |        |        |
|  | Belgio           |                  |         | 2       | Russia                    | 3                         |  |  |        |        |
|  | Serbia           | 3                |         | Polonia | 2                         |                           |  |  |        |        |
|  | Serbia           | 3                |         |         | 2                         |                           |  |  |        |        |
|  |                  |                  |         |         |                           |                           |  |  |        |        |
|  |                  |                  |         |         |                           |                           |  |  |        |        |

### Finali 5º - 7º posto
|  | Semifinali  | Semifinali  | Semifinali  |             |        | 5º/6º posto | 5º/6º posto | 5º/6º posto |  |
|  |             |             |             |             |        |             |             |             |  |
|  | Spagna      | Spagna      | 3           |             |        |             |             |             |  |
|  | Spagna      | Spagna      | 3           |             |        |             |             |             |  |
|  | Belgio      | Belgio      | 0           |             |        |             |             |             |  |
|  | Belgio      | Belgio      | 0           |             | Spagna | Spagna      | 3           |             |  |
|  |             |             |             |             | Spagna | Spagna      | 3           |             |  |
|  |             |             | Paesi Bassi | Paesi Bassi | 1      |             |             |             |  |
|  | Paesi Bassi | Paesi Bassi | Paesi Bassi | Paesi Bassi | 1      | 3           |             |             |  |
|  | Paesi Bassi | Paesi Bassi |             |             |        | 3           |             |             |  |
|  | Bulgaria    | Bulgaria    | 2           |             |        | 7º/8º posto | 7º/8º posto | 7º/8º posto |  |
|  | Bulgaria    | Bulgaria    | 2           |             |        |             |             |             |  |
|  |             |             |             |             |        |             |             |             |  |
|  |             |             |             |             |        | Belgio      | Belgio      | 3           |  |
|  |             |             |             |             |        | Belgio      | Belgio      | 3           |  |
|  |             |             |             |             |        | Bulgaria    | Bulgaria    | 0           |  |

### Finali 9º - 11º posto
|  | Semifinali  | Semifinali  | Semifinali |        |         | 9º/10º posto  | 9º/10º posto  | 9º/10º posto  |  |
|  |             |             |            |        |         |               |               |               |  |
|  | Bielorussia | Bielorussia | 1          |        |         |               |               |               |  |
|  | Bielorussia | Bielorussia | 1          |        |         |               |               |               |  |
|  | Austria     | Austria     | 3          |        |         |               |               |               |  |
|  | Austria     | Austria     | 3          |        | Austria | Austria       | 0             |               |  |
|  |             |             |            |        | Austria | Austria       | 0             |               |  |
|  |             |             | Italia     | Italia | 3       |               |               |               |  |
|  | Italia      | Italia      | Italia     | Italia | 3       | 3             |               |               |  |
|  | Italia      | Italia      |            |        |         | 3             |               |               |  |
|  | Ungheria    | Ungheria    | 0          |        |         | 11º/12º posto | 11º/12º posto | 11º/12º posto |  |
|  | Ungheria    | Ungheria    | 0          |        |         |               |               |               |  |
|  |             |             |            |        |         |               |               |               |  |
|  |             |             |            |        |         | Bielorussia   | Bielorussia   | 0             |  |
|  |             |             |            |        |         | Bielorussia   | Bielorussia   | 0             |  |
|  |             |             |            |        |         | Ungheria      | Ungheria      | 3             |  |

## Podio

### Campione
Formazione: 1 Olivier Ragondet, 2 David Guelle, 3 Nicolas Burel, 5 Brice Taglang, 6 Cyril Guittet, 7 Nicolas Le Goff, 9 Earvin N'Gapeth, 10 Tcheni Petro, 11 Maoni Talia, 12 Thièbault Bruckert, 14 Stanislas Rabiller, 15 Ludovic Duée, CT: Yves Logeais

### Secondo posto
Formazione: 1 Uroš Kovačević, 3 Milan Perić, 4 Maksim Buculjević, 6 Aleksa Brđović, 7 Nikola Jovović, 9 Vuk Milutinović, 10 Dušan Petković, 11 Milija Mrdak, 12 Bojan Rajković, 13 Nemanja Opacić, 14 Aleksandar Atanasijević, 15 Siniša Žarković, CT: Milan Djuricić

### Terzo posto
Formazione: 1 Igor' Filippov, 5 Nikita Stulenkov, 6 Vadim Deev, 8 Sergej Kindinov, 9 Danila Golenkov, 12 Nikita Alekseev, 13 Igor' Kobzar', 14 Leonid Ščadilov, 15 Ivan Nikišin, 16 Jakov Plachov, 17 Oleg Centalovič, 18 Maksim Kulikov, CT: Sergej Šljapnikov

## Classifica finale
| Classifica | Squadre     | Qualificazione                       |
| ---------- | ----------- | ------------------------------------ |
|            | Francia     | Campionato europeo pre-juniores 2011 |
|            | Serbia      |                                      |
|            | Russia      |                                      |
| 4          | Polonia     |                                      |
| 5          | Spagna      |                                      |
| 6          | Paesi Bassi |                                      |
| 7          | Belgio      |                                      |
| 8          | Bulgaria    |                                      |
| 9          | Italia      |                                      |
| 10         | Austria     |                                      |
| 11         | Ungheria    |                                      |
| 12         | Bielorussia |                                      |